# Список мастеров спорта России международного класса по кёрлингу
Ниже представлен список мастеров спорта России международного класса по кёрлингу с 2009 года.

## 2009
| ФИО                         | Дата, номер приказа Министерства спорта РФ | Субъект РФ |
| --------------------------- | ------------------------------------------ | ---------- |
| Арсенькина, Галина Петровна | от 20.05.2009 г. № 163-нг                  | Москва     |
| Корнев, Виктор Игоревич     | от 20.05.2009 г. № 163-нг                  | Москва     |
| Сидорова, Анна Владимировна | от 20.05.2009 г. № 163-нг                  | Москва     |

## 2011
| ФИО                          | Дата, номер приказа Министерства спорта РФ | Субъект РФ      |
| ---------------------------- | ------------------------------------------ | --------------- |
| Ковалёва, Алина Романовна    | от 19.09.2011 г. № 119-нг                  | Санкт-Петербург |
| Целоусов, Алексей Васильевич | от 19.09.2011 г. № 119-нг                  | Санкт-Петербург |

## 2014
| ФИО                           | Дата, номер приказа Министерства спорта РФ | Субъект РФ      |
| ----------------------------- | ------------------------------------------ | --------------- |
| Гертова, Оксана Александровна | от 15.12.2014 г. № 179-нг                  | Санкт-Петербург |
| Глущенко, Олеся Александровна | от 15.12.2014 г. № 179-нг                  | Санкт-Петербург |

## 2015
| ФИО                               | Дата, номер приказа Министерства спорта РФ | Субъект РФ |
| --------------------------------- | ------------------------------------------ | ---------- |
| Саитова, Александра Александровна | от 24.02.2015 г. № 19-нг                   | Москва     |

## 2016
| ФИО                              | Дата, номер приказа Министерства спорта РФ | Субъект РФ         |
| -------------------------------- | ------------------------------------------ | ------------------ |
| Васильева, Ульяна Юрьевна        | от 25.07.2016 г. № 98-нг                   | Санкт-Петербург    |
| Климов, Евгений Александрович    | от 25.07.2016 г. № 98-нг                   | Санкт-Петербург    |
| Кузьмина, Екатерина Анатольевна  | от 25.07.2016 г. № 98-нг                   | Санкт-Петербург    |
| Гузиёва, Юлия Викторовна         | от 02.12.2016 г. № 183-нг                  | Краснодарский край |
| Портунова, Юлия Александровна    | от 02.12.2016 г. № 183-нг                  | Краснодарский край |
| Горячев, Даниил Олегович         | от 02.12.2016 г. № 183-нг                  | Санкт-Петербург    |
| Дуюнова, Мария Александровна     | от 02.12.2016 г. № 183-нг                  | Санкт-Петербург    |
| Моисеева, Виктория Александровна | от 02.12.2016 г. № 183-нг                  | Санкт-Петербург    |

## 2017
| ФИО                                    | Дата, номер приказа Министерства спорта РФ | Субъект РФ      |
| -------------------------------------- | ------------------------------------------ | --------------- |
| Брызгалова, Анастасия Константиновна   | от 13.02.2017 г. № 16-нг                   | Санкт-Петербург |
| Крушельницкий, Александр Александрович | от 13.02.2017 г. № 16-нг                   | Санкт-Петербург |
| Гаджиханов, Тимур Магомедович          | от 26.06.2017 г. № 87-нг                   | Москва          |
| Ражабов, Артур Довлатжонович           | от 26.06.2017 г. № 87-нг                   | Санкт-Петербург |
| Стукальский, Алексей Витальевич        | от 26.06.2017 г. № 87-нг                   | Санкт-Петербург |
| Тимофеев, Алексей Вячеславович         | от 26.06.2017 г. № 87-нг                   | Санкт-Петербург |

## 2018
| ФИО                       | Дата, номер приказа Министерства спорта РФ | Субъект РФ      |
| ------------------------- | ------------------------------------------ | --------------- |
| Комарова, Мария Андреевна | от 24.07.2018 г. № 110-нг                  | Санкт-Петербург |

## 2019
| ФИО                           | Дата, номер приказа Министерства спорта РФ | Субъект РФ         |
| ----------------------------- | ------------------------------------------ | ------------------ |
| Ерёмин, Александр Андреевич   | от 27.09.2019 г. № 135-нг                  | Московская область |
| Мищенко, Анастасия Максимовна | от 27.09.2019 г. № 135-нг                  | Московская область |
| Морозова, Дарья Сергеевна     | от 27.09.2019 г. № 135-нг                  | Московская область |
| Москалёва, Анастасия Игоревна | от 27.09.2019 г. № 135-нг                  | Московская область |
| Румянцева, Влада Алексеевна   | от 27.09.2019 г. № 135-нг                  | Московская область |
| Рязанова, Ирина Анатольевна   | от 27.09.2019 г. № 135-нг                  | Московская область |

## 2020
| ФИО                           | Дата, номер приказа Министерства спорта РФ | Субъект РФ         |
| ----------------------------- | ------------------------------------------ | ------------------ |
| Тюлякова, Вера Александровна  | от 30.07.2020 г. № 51-нг                   | Санкт-Петербург    |
| Данилов, Виталий Владимирович | от 04.12.2020 г. № 131-нг                  | Московская область |

## 2021
| ФИО                          | Дата, номер приказа Министерства спорта РФ | Субъект РФ         |
| ---------------------------- | ------------------------------------------ | ------------------ |
| Карпушина, Анна Владимировна | от 29.09.2021 г. № 117-нг                  | Санкт-Петербург    |
| Глухов, Сергей Андреевич     | от 29.12.2021 г. № 167-нг                  | Краснодарский край |
| Калалб, Антон Игоревич       | от 29.12.2021 г. № 167-нг                  | Краснодарский край |
| Миронов, Дмитрий Андреевич   | от 29.12.2021 г. № 167-нг                  | Краснодарский край |

## 2022
| ФИО                     | Дата, номер приказа Министерства спорта РФ | Субъект РФ      |
| ----------------------- | ------------------------------------------ | --------------- |
| Беляк, Ольга Николаевна | от 08.07.2022 г. № 98-нг                   | Санкт-Петербург |